# 小行星79419
小行星79419（79419 Gaolu）高魯星是一颗绕太阳运转的小行星，为主小行星带小行星。该小行星于1997年6月发现。
該小行星以中國近代天文學先驅，創立中國天文學會和南京紫金山天文台的高魯命名。

## 轨道参数
小行星79419的轨道半长轴为379 279 818 km（2.5352929 UA），离心率为0.139。